# Audan Schu
Der Audan Schu (kasachisch Шу ауданы Schu audany, russisch Шуский район Schuski rajon) ist ein Bezirk im Gebiet Schambyl in Kasachstan.

## Geografie
Der Audan Schu liegt im Süden Kasachstans im Gebiet Schambyl. Er grenzt im Norden an den Audan Mojynqum und das Gebiet Almaty, im Osten an den Audan Qordai, im Süden an Kirgisistan und im Westen an den Audan Merki.

## Bevölkerung
Bei der Volkszählung 1999 hatte der Audan Schu 95.176 Einwohner. Die Volkszählung 2009 ergab für den Bezirk eine Einwohnerzahl von 94.452. Bei der letzten Volkszählung 2021 lebten 105.298 Menschen im Audan Schu. Die Fortschreibung der Bevölkerungszahl ergab zum 1. Januar 2025 eine Einwohnerzahl von 105.510.
| Einwohnerentwicklung               | Einwohnerentwicklung | Einwohnerentwicklung | Einwohnerentwicklung | Einwohnerentwicklung | Einwohnerentwicklung | Einwohnerentwicklung | Einwohnerentwicklung |
| 1939                               | 1959                 | 1970                 | 1979                 | 1989                 | 1999                 | 2009                 | 2021                 |
| ---------------------------------- | -------------------- | -------------------- | -------------------- | -------------------- | -------------------- | -------------------- | -------------------- |
| 57.499                             | 81.042               | 96.379               | 95.698               | 102.094              | 95.176               | 94.452               | 105.298              |
| Anmerkung: Volkszählungsergebnisse |                      |                      |                      |                      |                      |                      |                      |

## Verwaltungsgliederung
Der Audan Schu ist in 19 ländliche Bezirke (kasachisch Ауылдық округ Auyldyq okrug; russisch Сельский округ Selski okrug) gegliedert (Stand: 2009).
| Ländlicher Kreis    | Einwohner | Einwohner | Orte                                             |
| Ländlicher Kreis    | 1999      | 2009      | Orte                                             |
| ------------------- | --------- | --------- | ------------------------------------------------ |
| Algha               | 3235      | 928       | Algha, Sauytbek, Schäissang                      |
| Aqsu                | 2788      | 2374      | Aqsu, Orasaly batyr                              |
| Aqtöbe              | 1442      | 1181      | Aqtöbe                                           |
| Birlik              | 3146      | 5049      | Birlik                                           |
| Dalaqainar          | 1985      | 1358      | Dalaqainar                                       |
| Dulat               | 1446      | 1193      | Bäidibek, Aqtasty, Böltirik                      |
| Baluan Scholaq      | 1864      | 1590      | Baluan Scholaq                                   |
| Birliküstem         | 1896      | 1971      | Birliküstem                                      |
| Dinmuchamed Qonajew | 5630      | 5371      | Dinmuchamed Qonajew                              |
| Jeski Schu          | 3449      | 3409      | Belbassar, Jengbekschi, Tassötkel                |
| Kökqainar           | 1543      | 1413      | Kökqainar                                        |
| Öndiris             | 1668      | 1518      | Abai                                             |
| Qoraghaty           | 2843      | 2525      | Mojynqum, Jengbek, Schijenbet                    |
| Schangaqogham       | 2312      | 2567      | Köktöbe                                          |
| Schangaschol        | 2782      | 2710      | Schangaschol                                     |
| Schoqpar            | 3031      | 2476      | Alaaighyr, Jespe, Qulaqschyn, Schoqpar, Schoqpar |
| Schu                | 34.999    | 36.531    | Schu                                             |
| Tassötkel           | 1089      | 1001      | Aspara, Qumösek, Tassötkel                       |
| Töle Bi             | 18.028    | 19.287    | Swerochosjajstwo, Töle Bi                        |